# Distenia plumbea
Distenia plumbea är en skalbaggsart som beskrevs av Holzschuh 1993. Distenia plumbea ingår i släktet Distenia och familjen långhorningar. Inga underarter finns listade i Catalogue of Life.